# Chiesa della Madonna della Cintola (Bellinzona)
La chiesa della Madonna della Cintola è un edificio religioso che si trova a Bellinzona (frazione Preonzo), in Canton Ticino.

## Storia
Eretta nel XVII secolo, venne ampliata nel XVIII secolo.

## Descrizione
La chiesa ha una pianta ad unica navata suddivisa in due campate e ricoperta da una volta a botte; il coro è invece ricoperto da una volta a crociera.